# Rolde
Rolde est un village néerlandais situé dans la commune d'Aa en Hunze, en province de Drenthe. Comptant 3 770 habitants au 1er janvier 2020, il se trouve dans le parc national Drentsche Aa, à 6 km à l'est d'Assen.

## Histoire
Jusqu'au 1er janvier 1998, Rolde est une commune indépendante. À cette date, la commune de Rolde est assemblée avec celles de Gieten, Gasselte et d'Anloo pour former la nouvelle commune d'Aa en Hunze.

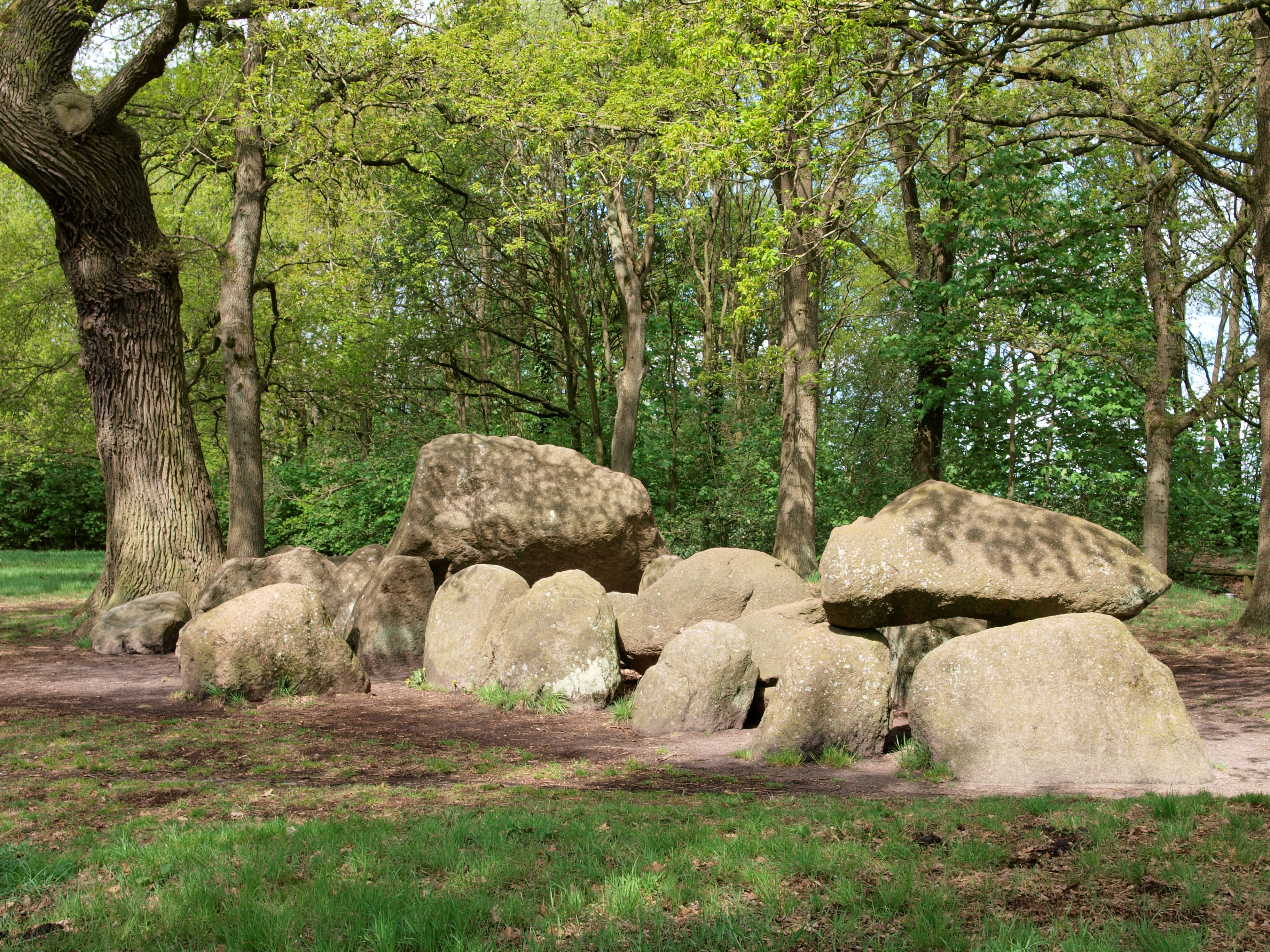
Dolmens.
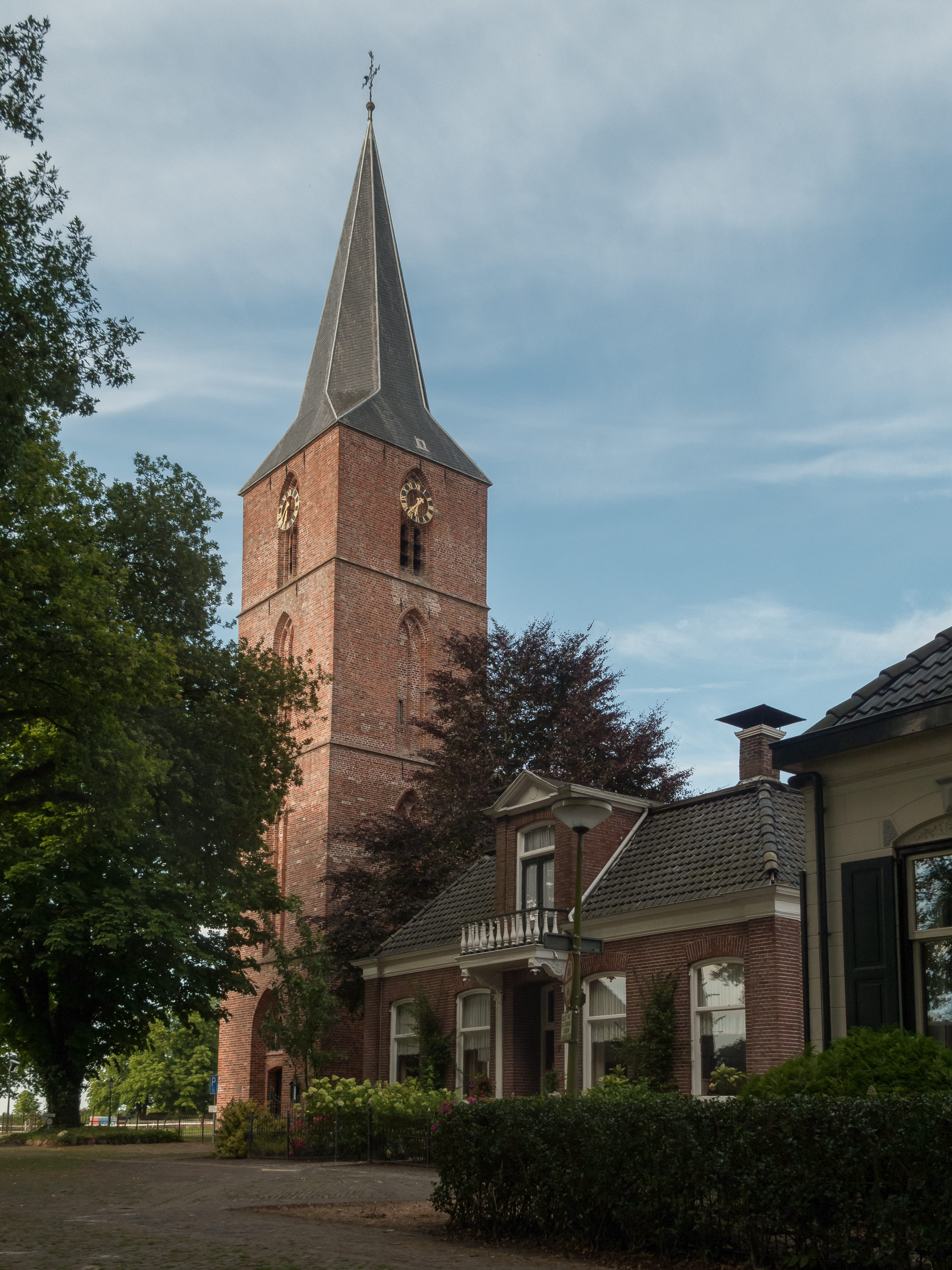
Tour de la Jacobuskerk.
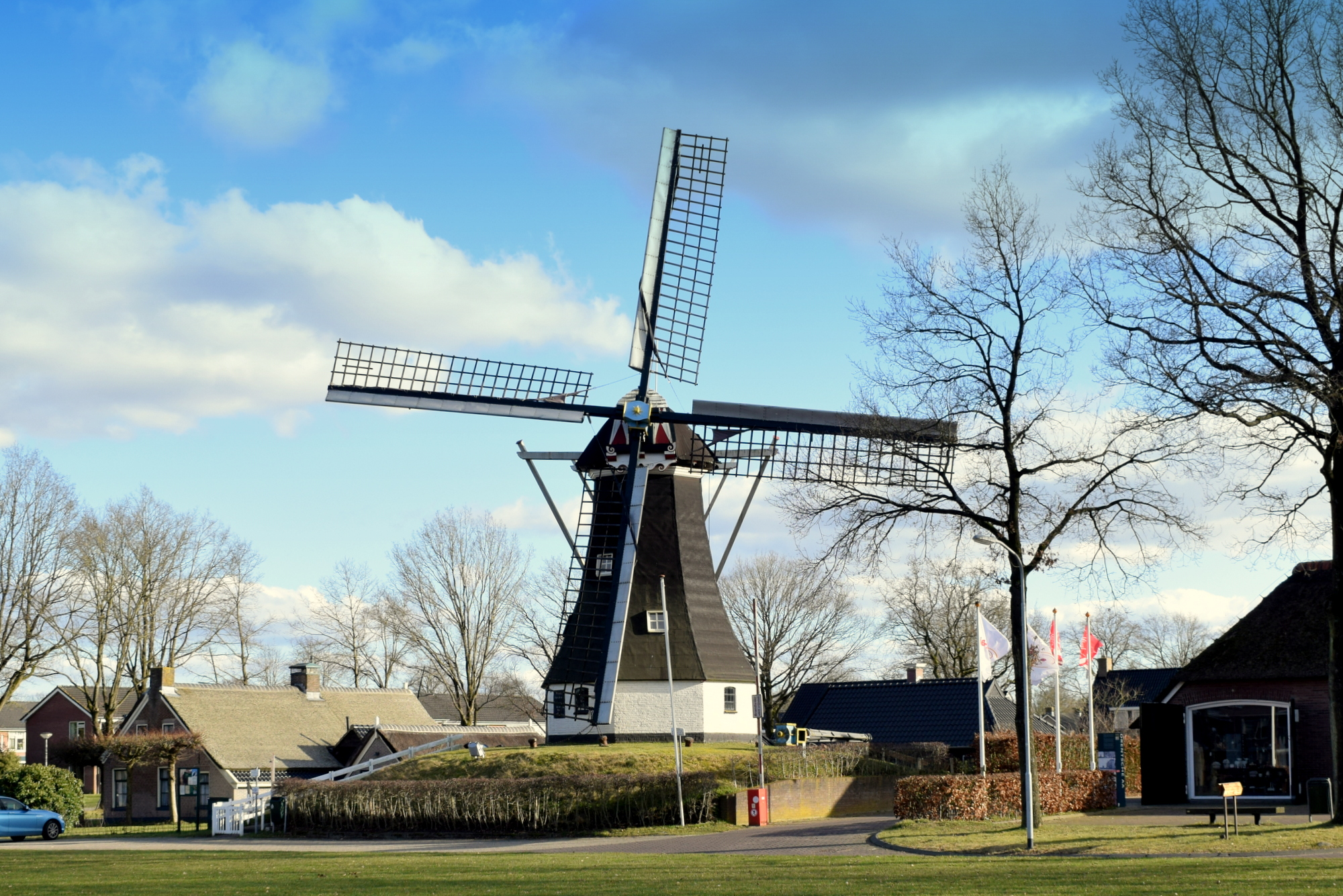
Moulin de Rolde.